# Collines (tỉnh)

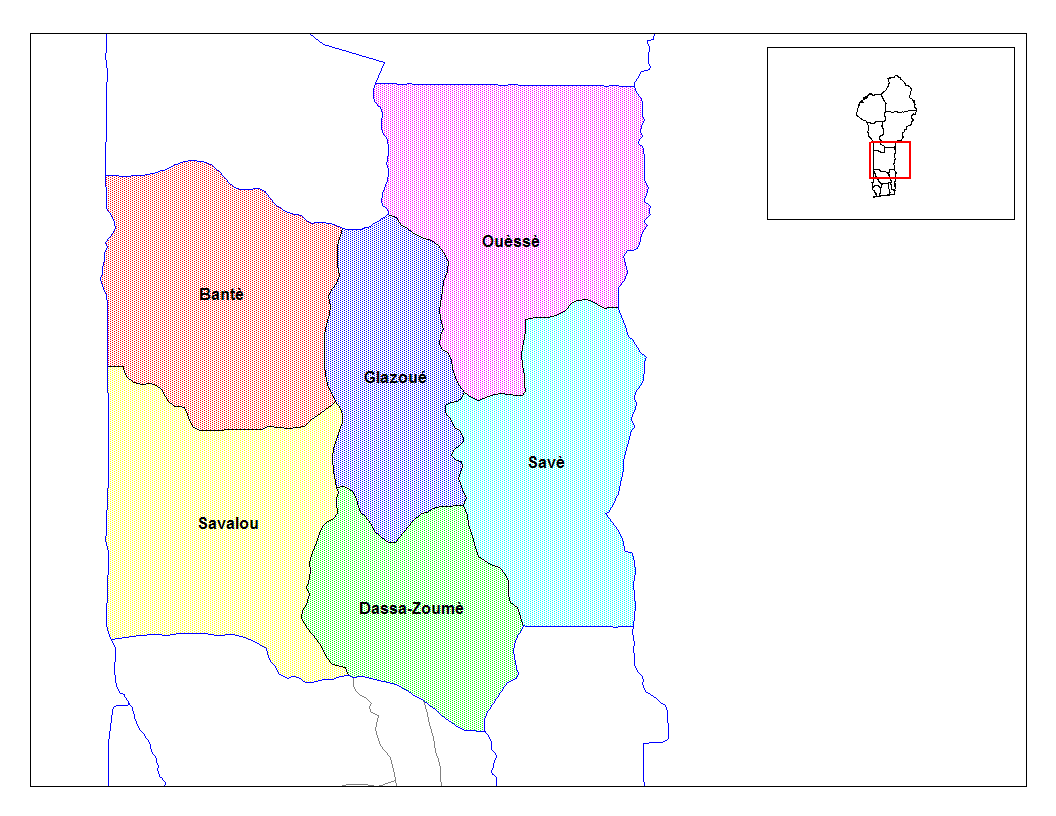
Các đô thị của Collines

Collines là một trong 12 tỉnh của Benin. Collines được lập năm 1999 sau khi chính phủ Benin tách sáu tỉnh cũ Atakora, Atlantique, Borgou, Mono, Oueme và Zou để lập thành 12 tỉnh. Collinies được tách ra từ Zou. Tỉnh lỵ tỉnh Collines chưa được xác định nhưng có khả năng là Savalou. Tỉnh này giáp các tỉnh: Plateau, Borgou, Zou, Donga, các bang Kwara, Oyo của Nigeria và vùng Plateaux của Togo. Tổng diện tích của tỉnh Collines là 2.404 km.² hay 928 mi.².
Collines được chia thành các đô thị (xã) Bantè, Dassa-Zoumè, Glazoué, Ouèssè, Savalou, và Savé.